# Provinziallandtag der Provinz Niederschlesien
Der Provinziallandtag der Provinz Niederschlesien war der preußische Provinziallandtag für die Provinz Niederschlesien. Er trat in Breslau zusammen.

## Bildung des Provinziallandtags
Nach der Novemberrevolution vom 9. November 1918 wurden in Preußen 1919 für die Parlamente und der kommunalen Volksvertretungen allgemeine und gleiche Wahlen nach dem Verhältniswahlrecht durchgeführt und erstmals auch das Frauenwahlrecht bewilligt. Hierbei wurden allerdings die Provinziallandtage nicht neu gewählt. Das Gesetz betreffend die Neuwahl der Provinziallandtage vom 16. Juli 1919 regelte, dass die Provinziallandtage aufgelöst und durch die (nun demokratisch gewählten) Kreistage bis zum 1. September 1919 neu gewählt werden sollten.
Mit dem Gesetz, betreffend die Errichtung einer Provinz Oberschlesien vom 14. Oktober 1919 wurde die Provinz Schlesien in die Provinz Oberschlesien und Provinz Niederschlesien aufgeteilt. Aufgrund des Friedensvertrages von Versailles kam es hier auch zu größeren Gebietsabtretungen. Entsprechend wurde ein Provinziallandtag der Provinz Oberschlesien und ein Provinziallandtag der Provinz Niederschlesien gebildet. Die Mitglieder des letzten Provinziallandtags der Provinz Schlesien wurden mit der Aufteilung ohne Neuwahlen je nach Wahlbezirk Abgeordnete der neuen Provinziallandtage.

## In der Weimarer Republik
Mit Art. 74 der Verfassung des Freistaats Preußen vom 30. November 1920 wurde die Wahl der Provinziallandtage durch das Volk festgeschrieben. Diese Verfassungsbestimmung wurde mit dem Gesetz betreffend die Wahlen zu den Provinziallandtagen und zu den Kreistagen vom 3. Dezember 1920 umgesetzt. Nun wurden die Abgeordneten auf vier Jahre direkt vom Volk gewählt. Die Zahl der Abgeordneten hing von der Einwohnerzahl ab. Für die erste und zweite Million Einwohner wurde je ein Abgeordneter für 25 000 Einwohnern gewählt. Für die dritte Million Einwohner wurde je ein Abgeordneter für je 35 000 Einwohnern und in der vierten Million Einwohner ein Abgeordneter je 50 000 Einwohnern gewählt. Die Verteilung der Mandate erfolgte zunächst auf Ebene der Regierungsbezirke Liegnitz und Breslau. Mit dem Wahlgesetz für die Provinziallandtage und Kreistage vom 7. Oktober 1925 wurden kleinere Wahlrechtsänderungen eingeführt.

### Wahlergebnisse in der Weimarer Republik
Stimmenanteile der Parteien in Prozent
| Wahltag       | SPD  | DNVP 1 | DZP  | DVP | DDP   | KPD 2 | WP 3 | NSDAP 4 |
| ------------- | ---- | ------ | ---- | --- | ----- | ----- | ---- | ------- |
| 21.02.1921    | 41,3 | 22,5   | 15,9 | 9,9 | 7,3   |       | 1,4  |         |
| 529.11.1925 5 | 36,0 | 26,0   | 14,7 | 6,2 | 3,8   | 3,5   | 3,2  |         |
| 17.11.1929    | 35,2 | 22,0   | 14,3 | 6,1 | 03,45 | 03,53 | 6,1  | 05,2    |
| 12.03.1933    | 20,9 | 09,0   | 11,2 |     |       | 5,2   |      | 51,7    |

Sitzverteilung
| Jahr | Gesamt | SPD | DNVP | DZP | DVP | DDP | BP | WP | KPD | NSDAP |
| ---- | ------ | --- | ---- | --- | --- | --- | -- | -- | --- | ----- |
| 1921 | 108    | 44  | 24   | 17  | 11  | 8   |    | 2  | 2   |       |
| 1925 | 111    | 41  | 29   | 17  | 7   | 5   | 3  | 4  | 4   | 1     |
| 1929 | 110    | 39  | 25   | 16  | 7   | 5   |    | 7  | 5   | 6     |
| 1933 | 110    | 23  | 11   | 13  |     |     |    |    | 6   | 57    |

Fußnoten

## Preußischer Staatsrat
Der Provinziallandtag der Provinz Niederschlesien wählte in der Weimarer Republik sechs Abgeordnete in den Preußischen Staatsrat. Dies waren:
| Nr. | Abgeordneter                        | Partei  | Amtszeit                          | Vertreter                                                   | Partei      | Amtszeit                                                                                 |
| --- | ----------------------------------- | ------- | --------------------------------- | ----------------------------------------------------------- | ----------- | ---------------------------------------------------------------------------------------- |
| 1   | Robert Graf von Keyserlingk         | AG      | Mai 1921 bis April 1933           | Axel von Freytagh-Loringhoven Hans von Guenther Walter Thum | AG AG AG    | Mai 1921 bis Februar 1926 Februar 1926 bis Januar 1930 Januar 1930 bis April 1933        |
| 1   | Hans Huebenett                      | NSDAP   | April bis 10. Juli 1933           | Karl Peschke                                                | NSDAP       | April bis 10. Juli 1933                                                                  |
| 2   | Paul Eckert                         | AG      | Mai 1921 bis April 1933           | Willy Hentschel Hans Charbonnier Otto Reier                 | AG AG AG    | Mai 1921 bis Februar 1926 Februar 1926 bis Januar 1930 Januar 1930 bis April 1933        |
| 2   | Freiherr Karl-Alexander von Gregory | NSDAP   | April bis 10. Juli 1933           | Helmut Rebitzki                                             | NSDAP       | April bis 10. Juli 1933                                                                  |
| 3   | Paul Löbe                           | SPD     | Mai 1921 bis 18. April 1922       | Paul Seibold                                                | SPD         | Mai 1921 bis 25. April 1922                                                              |
| 3   | Paul Seibold                        | SPD     | 25. April 1922 bis April 1933     | Oskar Schütz Karl Franz Paul Lehmann                        | SPD SPD SPD | 25. April 1922 bis Februar 1926 Februar 1926 bis Januar 1930 Januar 1930 bis April 1933  |
| 3   | Karl Williger                       | NSDAP   | April bis 10. Juli 1933           | Konrad Ritsch                                               | NSDAP       | April bis 10. Juli 1933                                                                  |
| 4   | Carl Dietrich                       | SPD     | Mai 1921 bis Februar 1926         | Carl Wußmann                                                | SPD         | Mai 1921 bis Februar 1926                                                                |
| 4   | Ulrich Burmann                      | SPD     | Februar 1926 bis 24. Mai 1929     | Hugo Cohn                                                   | SPD         | Februar 1926 bis 18. Juni 1929                                                           |
| 4   | Hugo Cohn                           | SPD     | 18. Juni 1929 bis April 1933      | Carl Wußmann                                                | SPD         | Januar 1930 bis April 1933                                                               |
| 4   | Paul Seibold                        | SPD     | April 1933 bis 28. Juni 1933      | Daniel Zappay                                               | SPD         | April 1933 bis 10. Juli 1933                                                             |
| 5   | Prof. Richard Friedrich Fuchs       | SPD     | Mai 1921 bis Februar 1926         | Heinrich Rösler                                             | SPD         | Mai 1921 bis Februar 1926                                                                |
| 5   | Oswald Wiersich                     | SPD     | Februar 1926 bis April 1933       | Else Neißer Georg Snay Heinrich Roeßler                     | SPD DDP SPD | 21. Januar 1925 bis Januar 1930 Januar 1930 bis 22. Mai 1930 22. Mai 1930 bis April 1933 |
| 5   | Graf Wolfgang Yorck von Wartenburg  | NSDAP   | April bis 10. Juli 1933           | Paul Geburtig                                               | NSDAP       | April bis 10. Juli 1933                                                                  |
| 6   | Georg Maiß                          | Zentrum | Mai 1921 bis 21. September 1929 † | Emanuel von Schalscha                                       | Zentrum     | Mai 1921 bis 21. Oktober 1929                                                            |
| 6   | Emanuel von Schalscha               | Zentrum | 21. Oktober 1929 bis Januar 1930  | k.N.                                                        |             |                                                                                          |
| 6   | Franz Xaver Seppelt                 | Zentrum | Januar 1930 bis 10. Juli 1933     | Hermann Prinz von Hatzfeld-Trechenberg                      | Zentrum     | Januar 1930 bis 10. Juli 1933                                                            |

## Reichsrat
Nicht der Provinziallandtag der Provinz Niederschlesien direkt, sondern der von ihm gewählte Provinzialausschuss wählte in der Weimarer Republik ein Mitglied in den Reichsrat. Dies waren 1922 bis 1926 Hans von Günther (DNVP), von 1926 bis 1928 Georg von Tschammer und Quaritz (DNVP) und 1928 bis 1933 Waldemar Otte (Zentrum).

## Machtergreifung und Ende des Provinziallandtags
Die Machtergreifung der Nationalsozialisten 1933 bedeutete auch das Ende des Provinziallandtags. Mit dem Gesetz über die Übertragung von Zuständigkeiten der Provinzial- (Kommunal-) Landtage, … auf die Provinzial- (Landes-) Ausschüsse, … vom 17. Juli 1933 verlor der Provinziallandtag seine Aufgaben, mit dem Gesetz über die Erweiterung der Befugnisse des Oberpräsidenten (Oberpräsidentengesetz) vom 15. Dezember 1933 wurde geregelt: „Die Provinziallandtag, Provinzialausschüsse und Provinzialkommissionen werden aufgelöst. Eine Neubildung findet nicht statt.“
Als Folge des Zweiten Weltkrieges wurden 1945 die Landesteile Niederschlesiens östlich der Oder-Neiße-Linie unter polnische Verwaltung gestellt, wobei die deutschsprachige Bevölkerung fast vollständig vertrieben wurde. Der kleine Teil westlich der Lausitzer Neiße, gehört heute zu den deutschen Ländern Sachsen und Brandenburg. Entsprechend wurde der Provinziallandtag nicht mehr neu gebildet.

## Mitglieder
Für die Mitglieder siehe Kategorie:Mitglied des Provinziallandtages von Niederschlesien.